# George Q. Cannon

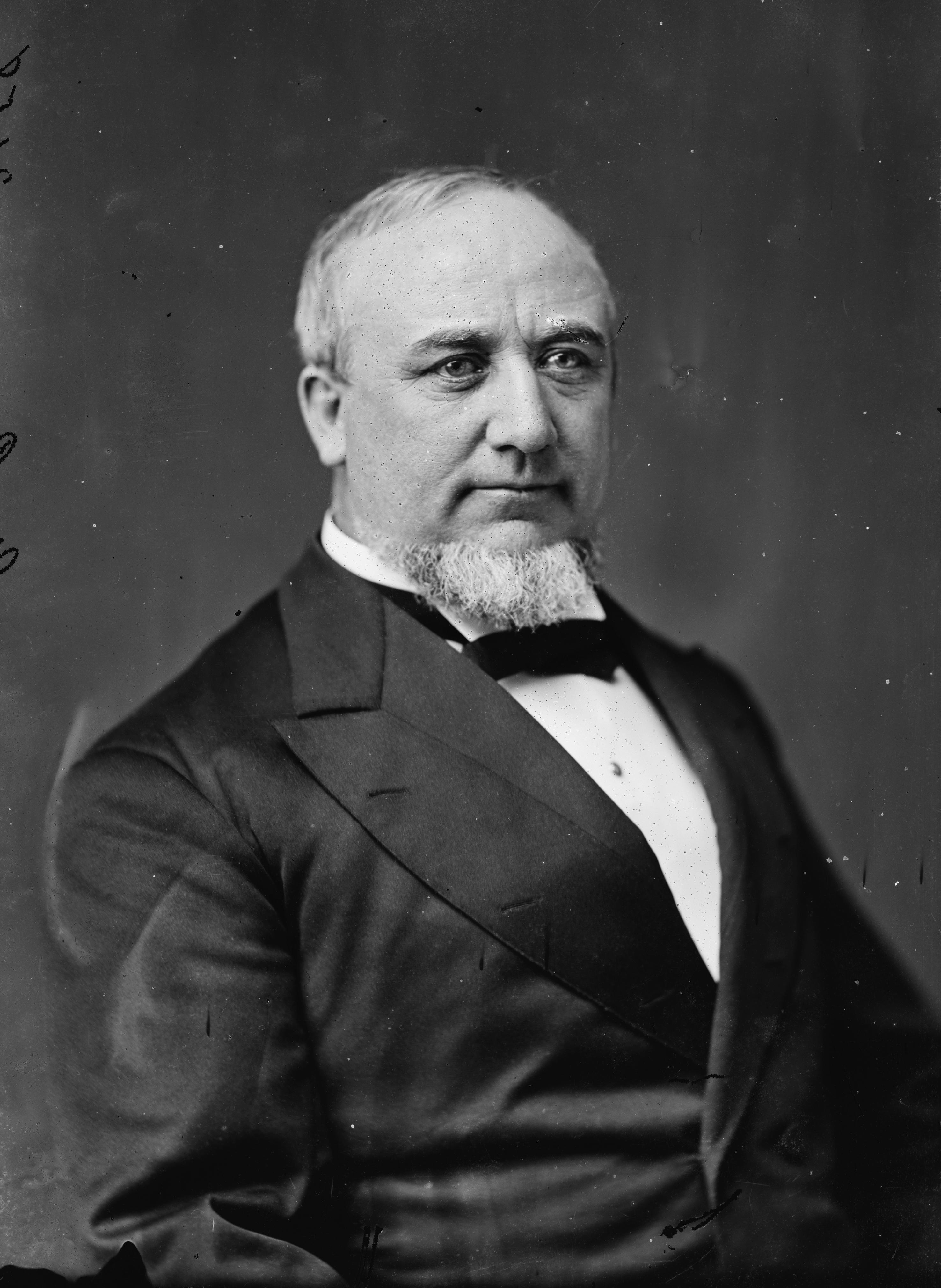
George Q. Cannon

George Quayle Cannon (* 11. Januar 1827 in Liverpool, England; † 12. April 1901 in Monterey, Kalifornien) war ein US-amerikanischer Politiker. Zwischen 1873 und 1881 vertrat er das Utah-Territorium als Delegierter im US-Repräsentantenhaus. Außerdem war er ein hochrangiges Mitglied der Kirche Jesu Christi der Heiligen der Letzten Tage (Mormonen).

## Frühe Jahre und Aufstieg
George Cannon besuchte die öffentlichen Schulen seiner britischen Heimat. Im Jahr 1842 kam er mit seinem Vater in die Vereinigten Staaten; die Mutter war während der Überfahrt verstorben. Die Familie ließ sich in Nauvoo in Illinois nieder. Cannon war Mitglied der dort ansässigen Religionsgemeinschaft der Mormonen. Nach der Ermordung des Kirchenführers Joseph Smith zog er mit seiner Kirche nach Salt Lake City im späteren Utah-Territorium. Smiths Nachfolger als Oberhaupt der Mormonenkirche, Brigham Young, schickte George Cannon im Jahr 1849 nach Kalifornien und 1850 nach Hawaii, wo er missionarisch tätig wurde. Im Jahr 1854 kehrte Cannon nach Salt Lake City zurück. Dort war er im Druckereigewerbe tätig. Zwischen 1856 und 1857 gab er die Zeitung „Western Standard“ heraus. Von 1867 bis 1879 verlegte er mit einer dreijährigen Unterbrechung in den Jahren 1874 bis 1877 die Zeitung Deseret News.

## Politische Laufbahn
George Cannon wurde Mitglied der Republikanischen Partei. Er wurde Mitglied des Vorstands und dann Kanzler der Deseret University, aus der später die University of Utah hervorging. Bei den Kongresswahlen des Jahres 1872 wurde George Cannon als Delegierten des Utah-Territoriums in das US-Repräsentantenhaus in Washington gewählt, wo er am 4. März 1873 William Henry Hooper ablöste. Nach einigen Wiederwahlen konnte er dieses Amt bis zum 3. März 1881 ausüben.
Bei den Kongresswahlen des Jahres 1880 kam es im Utah-Territorium zu Turbulenzen. Der neue Territorialgouverneur Eli Houston Murray war ein Gegner der Mormonen und unterstützte die Liberal Party, die prinzipiell gegen kirchliche Kandidaten in politischen Ämtern war. Damit widersetzte sie sich auch einer erneuten Wahl Cannons. Das Wahlergebnis selbst sprach für Cannon. Er siegte mit 18.567 Stimmen deutlich gegen den liberalen Kandidaten Allen G. Campbell, der 1357 Stimmen erhielt. In der Folge kam es zu Protesten gegen Cannons Wahl und zur Wahlanfechtung. Begründet wurde diese unter anderem mit dem Vorwurf, Cannon sei in England geboren, habe bisher nicht die amerikanische Staatsbürgerschaft erlangt und sei somit als Ausländer nicht wählbar. Ein anderer Vorwurf bezog sich auf die von den Mormonen erlaubte Polygamie. Die Vielehe sei mit den Gesetzen der Vereinigten Staaten und dem Amtseid der Kongressabgeordneten nicht vereinbar; Cannon war gleichzeitig mit fünf Frauen verheiratet. Gouverneur Murray schloss sich diesen Argumenten an und ernannte Campbell zum Delegierten im US-Kongress.
In Washington legte Cannon Beschwerde ein und erhielt von der Kongressverwaltung die Erlaubnis, als Delegierter für das Utah-Territorium aufzutreten. Auch Campbell reiste in die Bundeshauptstadt. Dort ging der Streit bis zum Jahr 1882 weiter. Am 25. Februar 1882 entschied das Repräsentantenhaus, dass keiner der beiden Kandidaten berechtigt sei, das Mandat auszuüben. Cannon wurde nicht wegen seiner fraglichen Staatsbürgerschaft ausgeschlossen, sondern wegen der Frage der Polygamie. Als Folge des Streits wurde der sogenannte Edmunds Act verabschiedet, nach dem Polygamie eine Straftat war. Die Anhänger der Vielehe wurden vom aktiven und passiven Wahlrecht ausgeschlossen. Außerdem durften sie vor Gericht nicht als Geschworene dienen. Der freie Sitz des Delegierten für Utah ging an John Thomas Caine.

## Weiterer Lebenslauf
Nach dem Ende seiner Kongresstätigkeit kehrte George Cannon nach Salt Lake City zurück. Er wurde einer der Direktoren der Eisenbahngesellschaft Union Pacific Railroad und Vorstandsmitglied einiger Unternehmen. Außerdem engagierte er sich weiter in der Mormonenkirche, in deren Hierarchie er als Mitglied im Kollegium der Zwölf Apostel immer höher aufstieg. Zum Zeitpunkt seines Todes stand er an zweiter Stelle der Kirchenführung. Er starb am 12. April 1901. Der damalige Leiter der Kirche, Lorenzo Snow, starb im Oktober desselben Jahres und Cannon wäre dann sein Nachfolger geworden. George Cannon hatte insgesamt 32 Kinder. Einige der Söhne sollten später auch hohe Kirchenämter bekleiden. Der Sohn Frank war ebenfalls Kongressdelegierter und später der erste Class-1-Kategorie-Senator aus Utah.